# So Am I
So Am I is een single van de Amerikaanse zangeres Ava Max. De single kwam uit op 7 maart 2019 samen met de videoclip. So Am I is Max' tweede single die in de hitlijsten staat. Het nummer gaat over dat iedereen verschillend is, en dat dat niet erg is.